# Sporobolus rigens
Espèce
Sporobolus rigens est une espèce de plantes monocotylédones de la famille des Poaceae, sous-famille des Chloridoideae, originaire d'Amérique du Sud.
Ce sont des plantes herbacées vivaces, aux rhizomes allongés et aux tiges pouvant atteindre 150 cm de long, et aux inflorescences en panicules spiciforme.

## Taxinomie

### Synonymes
Selon Catalogue of Life (31 décembre 2017) :
- Diachyrium arundinaceum Griseb.
- Diachyrium rigens (Trin.) Mez
- Epicampes arundinacea (Griseb.) Hack.
- Epicampes rigens (Trin.) Phil., nom. illeg.
- Sporobolus arundinaceus (Griseb.) Kuntze, nom. illeg.
- Sporobolus rigens var. atacamensis (Parodi) Asteg.
- Sporobolus rigens f. atacamensis Parodi
- Sporobolus rigens var. expansus Méndez
- Vilfa grandiflora Nees ex Steud.
- Vilfa rigens Trin.

### Liste des variétés
Selon Tropicos (31 décembre 2017) (Attention liste brute contenant possiblement des synonymes) :
- variété Sporobolus rigens var. atacamensis (Parodi) Asteg.
- variété Sporobolus rigens var. expansus E. Méndez
- variété Sporobolus rigens var. rigens